# Le Conte de la prieure
Le Conte de la Prieure (en anglais : The Prioress's Tale) suit le Conte du Marinier dans les Contes de Canterbury de Geoffrey Chaucer. En raison de la fragmentation des manuscrits, il est impossible de dire où il se situe dans la séquence originale, mais il est second dans le groupe B2, suivi par le Conte de Chaucer sur Sire Topaze. Le prologue du conte donne le nom de la prieure, Madame Églantine, et décrit son comportement impeccable à table et ses manières sensibles. C'est elle qui va raconter l'histoire d'un enfant tué en martyr par les Juifs, un thème courant dans la chrétienté médiévale. Bien plus tard, les critiques se focaliseront sur l'antisémitisme de ce conte.

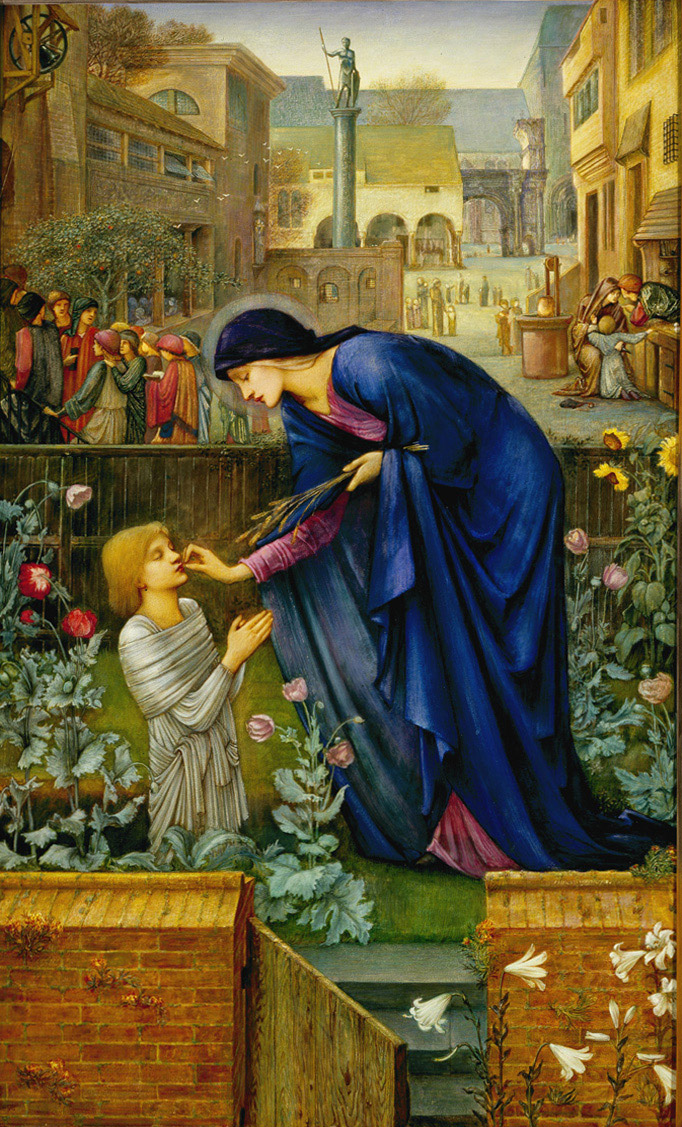
Le Conte de la Prieure par Edward Burne-Jones (1833–1898).

## L'intrigue
L'histoire commence par une invocation à la Vierge Marie, puis situe la scène en Asie, où une communauté juive vit dans une ville chrétienne. Un jeune garçon de sept ans, fils d'une veuve, est amené à révérer la Vierge. Il apprend tout seul le premier verset d'un hymne médiéval populaire à la Vierge, Alma Redemptoris Mater (Mère nourricière du Rédempteur); un élève plus âgé lui a dit que cela concerne la Vierge, et bien qu'il ne comprenne pas le sens des mots, chaque jour, il chante ce verset en se rendant à l'école en passant par le quartier juif.
« Satan, qui a son nid haineux dans le cœur des Juifs », incite les Juifs à tuer l'enfant et à jeter son corps sur un tas de fumier. Sa mère le recherche et finalement retrouve son corps, qui miraculeusement se met à chanter l’ Alma Redemptoris Mater. Les Chrétiens appellent le prévôt de la ville qui arrête les Juifs, les fait tirer par des chevaux sauvages avant de les pendre. Le garçon continue de chanter tout au long de la messe de Requiem, jusqu'à ce que le père supérieur de la communauté lui demande comment se fait-il qu'il puisse chanter. Il répond que bien que sa gorge soit tranchée, il a eu une vision où la Vierge déposait un grain sur sa langue, et qu'il continuera à chanter tant que ce grain ne sera pas retiré. Le père supérieur retire alors le grain et l'enfant meurt.
L'histoire se termine en mentionnant le petit saint Hugues de Lincoln, un autre enfant martyr, prétendument égorgé par les Juifs.
Cette histoire est l'exemple typique d'une catégorie d'histoires populaires à cette époque, connue sous le nom de Miracles de la Vierge, telles que celles de Gautier de Coincy. Elle incorpore aussi le thème courant de pieux enfants tués par les ennemis de la foi; un des premiers exemples en anglais a été écrit sur Guillaume de Norwich qui aurait été assassiné en 1144.
Le poète anglais du XIXe siècle, Matthew Arnold, cite une strophe du conte comme étant une des plus poétiques écrites par Chaucer:
| Vieil anglais | Français |
| --- | --- |
| My throte is kut unto my nekke boon Seyde this child, "and as by wey of kynde I sholde have dyed, ye, longe tyme agon But Jesu Crist, as ye in bookes fynde Wil that his glorie laste and be in mynde And for the worship of his Mooder deere Yet may I synge O Alma loude and cleere. | Ma gorge est coupée jusqu’à l’os de la nuque, Dit cet enfant, et certes par voie de nature Je serais trépassé déjà depuis longtemps ; Mais Jésus-Christ, comme pouvez le voir dans les Livres Veut que sa gloire dure et reste en la mémoire, Et donc pour l’honneur de sa Mère très chère, Je puis encore chanter O Alma ! haut et clair. |

## Antisémitisme
Le conte est apparenté à diverses accusations de crimes rituels contre les Juifs, fréquentes à cette époque et propagées par l'Église. L'attitude de Chaucer concernant ce conte est loin d'être claire.
L'accent français de la Prieure est un signe de distinction sociale, mais son discours est façonné par son éducation à Stratford-at-Bow (situé actuellement dans le district londonien de Tower Hamlets), où se trouvait à l'époque un couvent de Bénédictines, qui enseignaient alors en un dialecte anglo-normand qui avait perdu déjà son prestige et était alors considéré comme du français de bas étage. Elle fait ses serments par "Seint Loy" (Saint-Éloi), le patron entre autres des orfèvres. Son attachement excessif à son chien et aux souris tuées dans les souricières n'est peut-être pas ce que l'on attend d'une nonne qui doit être au service des pauvres.
Elle porte à son poignet, à la place du rosaire habituel pour une nonne, un bracelet sur lequel est écrit la maxime de Virgile Amor vincit omnia (L'amour vainc tout), ce qui peut être interprété de façon équivoque et qui illustre sa fascination pour l'amour courtois. En plus, le fait que Chauser choisisse de raconter le conte en rimes 'royales' élaborées, normalement utilisées pour les histoires d'amour courtois, semble singulier pour ce conte dont l'emphase apparente est sur la simple piété. Ainsi le portrait de la Prieure n'est pas totalement positif. En fait, le langage et la structure du prologue et du conte ont conduit de nombreux critiques à considérer que Chaucer se moque de la Prieure.
Les Juifs ont été bannis d'Angleterre en 1290, soit plus d'un siècle avant que ce conte ne soit écrit et donc Chaucer a situé l'histoire dans une ville d'Asie, non nommée. Les Juifs sont donc perçus comme un mal plus lointain et plus diffus que ce que l'on retrouve dans certaines histoires similaires. Le Conte du Médecin raconte l'histoire d'un enfant innocent, persécuté par un ennemi implacable, mais sans aucune tonalité antisémite.
Le Conte de la Prieure en mettant l'accent sur la foi infantile contrebalance l'histoire du Marinier où un moine trop raffiné dort avec la femme d'un ami. Les deux contes semblent décrire des extrêmes, la foi sans la connaissance, opposée à la connaissance sans la foi.
Bien que le conte ne dise rien sur la propre opinion de Chaucer à l'égard des Juifs, et une antipathie semblerait parfaitement normale à cette époque, on ne peut considérer que les opinions de la Prieure sont les siennes.

## La Prieure et le Pardonneur
Dans son article, Chaucer’s Prioress and the Sacrifice of Praise (La Prieure de Chaucer et le sacrifice de louange) de 1964, Sherman Hawkins oppose le Pardonneur du prologue et du Conte du Pardonneur, à la Prieure, en tant que représentants de deux formes radicales d'expression religieuse. L'orientation matérialiste du Pardonneur, ses reliques suspectes et les accusations de péchés, évidentes dans son conflit avec l'Hôte, le classe, selon l'exposé de Saint-Paul, dans la catégorie du « Juif extérieur, circoncis seulement dans sa chair », plutôt que du « Juif intérieur » de l'Épître aux Romains 2.28 et 2.29, qui est circoncis spirituellement et non littéralement: « Le Pardonneur, extérieurement un noble ecclésiastique, réduit en réalité le christianisme à un code aussi rigoureux et externe que la Vieille Loi elle-même ».
Dans son récit, « le Pardonneur présente la mort comme la sanction du péché, un acte de justice », tandis que « la Prieure, au travers du paradoxe du martyre, la montre comme une miséricorde, un acte de grâce ».
Dans son Criticism, Anti-Semitism and the Prioress’s Tale (Critique, antisémitisme et le Conte de la Prieure), L.O. Fradenburg soutient qu'il est nécessaire de procéder à une relecture radicale des oppositions binaires entre Chrétiens et Juifs, entre la Vieille Loi et la Nouvelle Loi, entre le littéral et le spirituel dans le conte, afin de critiquer l'exégèse patristique de l'interprétation faite par Sherman Hawkins. Fradenburg récuse « la suppression par Hawkins du niveau littéral ou charnel de la signification en faveur du spirituel » en s'attardant sur ces moments dans le conte, comme la mémorisation transgressive par cœur de l'Alma Redemptoris par le litel clergeon (petit moinillon), où cette omission échoue ou ne réussit seulement que de façon ambiguë. Elle affirme en fin de compte, l'impossibilité de séparer et d'opposer la Vieille et la Nouvelle Loi dans le Conte de la Prieure, en se basant sur la rigidité interne entre la lettre et l'esprit même dans le discours de Paul. Fradenburg envisage un concept plus large de retourner l'exégèse patristique contre lui-même pour lire les contradictions révélées par le sujet théologique du conte.
Fradenburg note que la substance du Conte de la Prieure peut être reliée au miracle de l'enfant-hostie du Moyen Âge tardif qui implique la substitution du corps réel de l'Enfant Christ pour l'Eucharistie. De tels contes miraculeux apparaissent conçus pour réaffirmer la foi dans l'efficacité miraculeuse de la transsubstantiation face à la dissidence des Lollards qui contestent avec énergie le statut spirituel de l'Eucharistie et d'autres traditions de l'Église: reliques, célibat du clergé et même les pèlerinages. Selon Fradenburg, ces contes miraculeux fonctionnent suivant une logique paradoxale où « visualité et sensualité sont utilisées pour insister sur la vertu supérieure de ce qui est au-delà de la vue et de la chair ». Néanmoins, un tel matérialisme sacramental reste vulnérable aux types d'abus manifestement associés au Pardonneur; Fradenburg cite le cas du petit saint Hugues de Lincoln, un évènement historique où un jeune Chrétien anglais est prétendument martyrisé par des Juifs, « slayn also / With cursed Jewes, as it is notable / For it is but a litel while ago » (VII 684-686) (ô toi qui fus aussi tué / par des Juifs maudits, comme est notoire / car ce n’est qu’un tout petit temps passé) mentionné à la fin du Conte de la Prieure. Le conte a été conçu afin « d'agrandir le prestige spirituel et les revenus temporels » de la cathédrale locale. Ainsi la "sensualité" imagée du conte miraculeux du martyre peut être utilisée pour renforcer facilement la prééminence mondiale de l'Église et pour réfuter les doctrines hérétiques en réaffirmant la légitimité spirituelle des rituels de l'Église. Le Conte de la Prieure peut expliquer l'exploitation cupide de la spiritualité incarnée dans Le Conte du Pardonneur.